# Drop That Kitty
Drop That Kitty è un singolo del cantante statunitense Ty Dolla $ign in collaborazione con Charli XCX e Tinashe. È stato pubblicato il 17 febbraio 2015 dalla Atlantic Records.

## Tracce
1. Drop That Kitty (feat. Charli XCX & Tinashe) – 3:36 (Tyrone Griffin, Jr., Tinashe Kachingwe, Charlotte Atichison)